# Antagonizm jonowy
Antagonizm jonowy – negatywny wpływ niektórych jonów na organizm roślinny w sytuacji braku innych jonów.
Przykładowo, podwyższone stężenie jonów K+ wywołuje negatywne skutki w komórkach roślinnych. Skutki te nie występują, jeśli w podłożu znajdą się jony Ca2+, Mg2+ lub Ba2+. Podobnie negatywny wpływ jonów Ca2+ nie wystąpi, gdy w podłożu znajdą się jony K+ i Na+.
Efekt antagonizmu jonowego związany jest z wzajemnym wpływem jednych jonów na pobieranie innych. Zwiększone stężenie jonów potasu powoduje zmniejszenie pobierania jonów wapnia. Stwierdzono też antagonizm jonowy między anionami SO2−
4 i SeO2−
4 oraz Cl−
 i NO−
3.